# Sally Beamish
Sarah Frances Beamish (Londres, 26 d'agost de 1956) és una compositora britànica i violista. El conjunt de la seva obra inclou música de cambra, vocal, coral i música orquestral i la seva música abraça moltes influències, especialment del seue interès pel jazz i la música tradicional escocesa. També ha treballat en els camps del teatre, el cinema i la televisió, així com component música per a nens i per a la seva comunitat local.

## Vida i carrera
Sarah F. Beamish va néixer un 26 d'agost de 1956 a Londres, essent els seus pares Tony i Ursula Beamish. Va estudiar viola al Royal Northern College of Music (RNCM), on va rebre classes de composició d'Anthony Gilbert i Lennox Berkeley. Més tard estudià a Alemanya amb el violista italià Bruno Giuranna.
Com a violista en el Raphael Ensemble, va enregistrar quatre discos de sextets de corda. Però és com a compositora que ha assolit renom i deixa la seva empremta, particularment després de traslladar-se de Londres a Escòcia. Ha escrit una quantitat gran de música per a orquestra, incloent-hi simfonies i diversos concerts (per a violí, viola, violoncel, oboè, saxofon, quartet de saxofon, trompeta, percussió, arpa, flauta i acordió). També ha escrit música de cambra i música instrumental, ballets, partitures per a pel·lícules, música de teatre, i música per a grups aficionats.
El setembre de 1993 Beamish va rebre el Premi de la Fundació Paul Hamlyn. El 1994 i el 1995 va ser co-amfitriona del curs de composició de l'Orquestra de Cambra d'Escòcia (SCO) amb Peter Maxwell Davies. De 1998 a 2002, fou compositora resident amb l'Orquestra de Cambra sueca i la SCO, per a qui va escriure quatre obres importants.
Beamish va guanyar un premi 'Creative Scotland' del Consell de les Arts escocès, que l'habilità per escriure el seu oratori per a la BBC Proms del 2001: The Knotgrass Elegy, estrenada per la BBC Symphony Orchestra i Chorus amb el director Andrew Davis.
Altres obres de què és auora són tres concerts de viola, cinc quartets de corda, dos concerts de percussió (el segon dels quals va ser escrit per a Colin Currie amb l'Orquestra de Cambra escocesa, Stanford Lively Arts and the Bergen Symphony Orchestra i estrenat el 2012), i obres per a instruments tradicionals, incloent un concert per a arpa irlandesa i un concert de violí estrenats per Catriona Mackay i Chris Stout el 2012. El desembre de 2010 es va anunciar que Beamish havia estat seleccionada com una de les vint compositores que participarien en el projecte New Music 20x12 com a part del programa London 2012 Olimpíada Cultural. Beamish compondria una nova obra per a l'Orchestra of the Age of Enlightenment que s’estrenaria el 2012. El desembre de 2017, el Northern Ballet va estrenar The Little Mermaid, un ballet complet amb la seva partitura orquestral.
Al 2019 ha estat nomenada compositora resident a l'Acadèmia de St Martin-in-the-Fields, per a la qual ha escrit un octet de corda, Partita, i una peça orquestral, Hover, que es va presentar al seu concert de gala del 60è aniversari a Londres Queen Elizabeth Hall el novembre de 2019.  
Ha fet un conjunt d'enregistraments per al segell discogràfic suec BIS.
Viu a Brighton, Regne Unit, de 2018 ençà. És quakera.

## Reconeixements
El març de 2016, Beamish va ser elegida membre de la Societat Reial d'Edimburg, l'Acadèmia Nacional Escocesa per a les ciències i les arts. Beamish va rebre el "Premi a la inspiració" als British Composer Awards de 2018.
Beamish va ser nomenada Oficial de l'Orde de l'Imperi britànic (OBE) en els Queen's Birthday Honours for 2020 per la seva contribució a la música.

## Obra
- The Lost Pibroch (1991) per a l'Orquestra de Cambra escocesa
- Concert de viola Núm. 1 (1995) World Premier at BBC Proms, 2 d'agost de 1995. Com a solista Philip Dukes amb l'orquestra de cambra London Mozart Players, dirigida per Matthias Bamert
- Winter Journey (1996) i Mary's Precious Boy (1999), música nadalenca per a pre-escolar i nens d'escola primària
- Monster (1996), una òpera basada en la vida de Mary Shelley, encarregada pel Festival de Brighton i l'Òpera escocesa, amb llibret de la novel·lista escocesa Janice Galloway
- Black, White and Blue (1997) per a clavicèmbal i quartet de corda
- Caledonian Road (1997), encarregada per la Orquestra de Cambra de Glasgow
- The Day Dawn (1997), encarregada per Contemporary Music-Making for Amateurs
- No I'm Not Afraid (1998)
- Awuya (1998) per a arpa
- Four Findrinny Songs (1998)
- Sun and Moon (1999), projecte de ball per a nens de pre-escolar, amb coreografia de Rosina Bonsu; inèdit
- The Imagined Sound of Sun on Stone (1999) per a saxo soprano i orquestra de cambra
- River (2000), concert per a violoncel.[8]
- Knotgrass Elegia (2001) encarregada per la BBC Proms
- Concert de viola Núm. 2 'The Seafarer' (2001), encarregat per les Orquestres de Cambra sueca i escocesa
- Trumpet Concerto per a Håkan Hardenberger i The National Youth Orchestras of Scotland, dirigida per Martyn Brabbins
- Trance o Nicht (2004), un concert per a la percussionista Evelyn Glennie, que s'estrenà al Festival de les Aurores Boreals de Tromsø
- Flute concerto (2005), encarregat per la RSNO, estrenat i enregistrat per Sharon Bezaly el 2005
- Shenachie, un musical amb text de Donald Goodbrand Saunders, sobre el Highlands d'Escòcia, estrenat a Gartmore el maig de 2006
- Under the Wing of the Rock (2006), un concert de viola, per a Lawrence Power i l'Scottish Ensemble
- St. Catharine's Service (2006), Magníficat i Nunc Dimittis, encarregat pel cor del St Catharine's College, Cambridge
- The Singing (2006), un concert per a orquestra i acordió clàssic, encarregat per al Cheltenham Festival i l'Orquestra Simfònica de Melbourne amb Beryl Calver Jones i Gerry Mattock. Estrenat al Cheltenham Festival, 2006
- The Lion & the Deer (2007), cicle de poemes iranians del segle XIV, per a The Portsmouth Grammar School[9]
- Suite pour Violoncelle et Orchestre (2007), per a Steven Isserlis i l'Orquestra de Cambra Saint Paul
- A Cage of Doves (2007), encarregat per la Stavanger Symphony Orchestra
- Four Songs from Hafez (2007) per a tenor i piano (també versió per a tenor i arpa). Obra per a Leeds Lieder. Estrena amb Mark Padmore i Roger Vignoles, Leeds 2007
- Spinal Chords (2012)[10]
- The King’s Alchemist (2013) per a trio de corda[11]
- Equal Voices (2014) per a orquestra, cor, soprano i baríton. Encarregat per la London Symphony Orchestra amb el suport de Susie Thomson, i la Reial Orquestra Nacional escocesa[12]
- Intrada e Fuga (2015) per a solo de violí
- La Sireneta (2017), ballet[4]
- Variació sobre Pictured Within de Jon Lord (2019), dins d'un conjunt de variacions d'un total de 14 compositors, interpretades al London Proms el 13 d'agost de 2019[13]
- Partita, per a octet de corda, 2019
- Hover, per a orquestra de cambra, estrena al concert de gala del 60è aniversari al London’s Queen Elizabeth Hal, novembre de 2019